# Romportmet
Romportmet Galați este un operator portuar din România.
În septembrie 2005, pachetul majoritar de acțiuni a fost preluat de Mittal Steel (devenit ulterior ArcelorMittal), de la fondul de investiții Broadhurst pentru suma de 47 de milioane de dolari.
Compania deține docuri, depozite, macarale precum și o rețea de căi ferate conectată la sistemul național de căi ferate din România deținut de CFR.
Operatorul portuar este dependent de combinatul Mittal Steel Galați, a cărui pondere în total prestații se ridică la 99%.
Acțiunile Romportmet se tranzacționează la categoria a doua a pieței Rasdaq, sub simbolul ROMT.
Este unicul port mineralier din Galați și a fost privatizat în februarie 1999.
În anul 2007 portul mineralier a avut un trafic de 8,7 milioane tone marfă
Cifra de afaceri:
- 2007: 58,4 milioane lei (17,5 milioane euro)[8]
- 2006: 63,9 milioane lei[8]

Venit net:
- 2007: 42 milioane lei (12,6 milioane euro)[8]
- 2006: 35,6 milioane lei[8]